# 宗璞
宗璞（1928年7月26日—），原名馮鍾璞，女，北京人。祖籍河南唐河縣(資料來源：百度百科宗璞 )，中华人民共和国作家。
宗璞是第六届茅盾文学奖获奖者，获奖作品为《野葫芦引》前两部（《南渡记》、《东藏记》）。著有《宗璞文集》四卷。

## 生平
抗战爆发时，她随父赴昆明，就读西南联大附属中学。1945年回北京。1946年入南开大学外文系。1948年转入清华大学外文系。同年在《大公报》发表处女作《A.K.C》。
1951年毕业分配在中央人民政府政务院宗教事务委员会工作。1951年末调入中国文学艺术界联合会研究部。1956年至1958年在《文艺报》任外国文学的编辑。1957年出版童话集《寻月集》，发表短篇小说《红豆》（《人民文学》1957年7期）引起文坛注目，在反右斗争中遭到批判。1959年下放河北省农村。
1960年调入《世界文学》编辑部。主要撰写散文和小说。文化大革命中被迫中断创作。1978年重新发表作品。后调人北京外国文学研究所。主要作品有《宗璞散文小说选》，散文集《丁香结》，长篇小说《南渡记》，翻译《缪塞诗选》（合译）、《拉帕其尼的女儿》等。所作《弦上的梦》获1978年全国优秀短篇小说奖，《三生石》获1977－1980年全国优秀中篇小说奖，散文集《丁香结》获全国优秀散文（集）奖。她的作品多写知识阶层，文字优雅，富于学养，含蓄蕴藉。文化大革命后的创作追求现代主义技巧的探索，注重心理描写，具有超现实的荒诞和象征，比如《我是谁》、《蜗居》、《泥沼中的头颅》等，受到批评界的注意。

## 家庭
祖父馮臺異。外祖父任芝铭。父亲馮友蘭为哲學家，母亲任载坤。大姐冯钟琏，大哥冯钟辽，弟冯钟越。
丈夫蔡仲德为中央音乐学院教授，女兒冯珏为資訊科技界人物。

## 作品

### 长篇小说
- 《野葫蘆引》四部曲
  - 《南渡記》1988年人民文学出版社
  - 《東藏記》2000年人民文学出版社
  - 《西征記》2010年人民文学出版社
  - 《北歸記》2018年人民文学出版社

### 中短篇小说
- 《红豆》1957年
- 《弦上的梦》（1978年12月《人民文学》）获1978年全国优秀短篇小说奖
- 《三生石》（1981年百花文艺出版社出版）获第一届全国优秀中篇小说奖
- 《宗璞小说散文选》（1981年北京出版社出版）
- 《风庐的故事》1995年紫丁香丛书
- 《风庐短篇小说集》2002上海社会科学院出版社

### 散文集
- 《丁香结》1986年百花文艺出版社
- 《燕园拾痕》1994年中原农民出版社
- 《铁箫人语》1994年布老虎丛书
- 《我爱燕园》1998年北京大学出版社
- 《风庐童话》1998年上海远东出版社
- 《霞落燕园》1999年吉林摄影出版社
- 《未了的结》2000年辽宁人民出版社
- 《水仙辞》2001年名仕之旅文丛
- 《风庐散文集》2002年上海社会科学院出版社
- 《宗璞散文全编1951-2001》2003年北京出版社

### 童话
- 《总鳍鱼的故事》获中国作家协会首届全国优秀儿童文学奖
- 《风庐童话》1984年

### 传记
- 《冯友兰——云在青天水在瓶》2002年大象出版社
- 《旧事与新说——我的父亲冯友兰》散文集2010年新星出版社
- 《宗璞文学回忆录》2020年广东人民出版社

## 外部連結
- 中國女性文學研究室：宗樸（页面存档备份，存于）
- 从萤火到木香花
- 东藏记节选
- 宗璞的欢乐与苦恼
- 谈宗璞的两本书